# مالکا
مالکا (به لاتین: Malka) یک رود در روسیه است که در کاباردینو-بالکاریا واقع شده‌است.